# Lliura francesa
La lliura (en francès livre) va ser la moneda de França des del 781 fins al 1794. Van existir diverses lliures diferents, algunes d'elles alhora. Livre era el nom de dues unitats, tant la unitat de compte com la moneda.

## Història

### Origen i etimologia
La lliura va ser establerta per Carlemany com a unitat de compte igual a una lliura de plata. Era equivalent a 20 sous (també anomenats sols), cadascun equivalent a 12 deniers. La paraula francesa livre prové, com en la resta de les llengües catalanes, de la paraula llatina libra, una unitat romana de pes. Aquest sistema i el diner mateix van servir com a model per moltes de les monedes d'Europa, incloent-hi la lliura esterlina, la lira italiana, el diner català, el dinero castellà i aragonès i el dinheiro portuguès.
La primera lliura es coneix en francès com a livre carolingienne, o lliura carolíngia. Inicialment només se'n van encunyar diners, però la devaluació de la moneda va propiciar l'ús de peces de més valor. Les diferents encunyacions que es feien a cada regió usaven pesos diferents per al diner, fet que provocava la coexistència de lliures de valors diferents.
Livre, en francès, té dos significats principals segons el gènere. La unitat monetària esmentada és femenina (la/une livre), mentre que la paraula en masculí (le/un livre) significa 'llibre' i prové del mot llatí liber.

### Baixa edat mitjana i començament de l'edat moderna
Durant una gran part de l'edat mitjana, França estava formada per diversos ducats semiautònoms –si no pràcticament independents dels dèbils reis capets–, cadascun dels quals encunyava la seva pròpia moneda. En les cartes de poblament, per exemple, s'havia d'especificar la regió o el tipus de moneda que s'hi usava, com ara els «diners de París» o els «diners de Troyes». Els primers passos cap a l'estandardització van arribar sota el fort regnat capet de Felip II de França (1165-1223), que va conquerir gran part de les possessions continentals del rei Joan d'Anglaterra, que incloïa els territoris de Normandia, Anjou i la Turena.
La moneda encunyada a la ciutat de Tours, la capital de la Turena, era considerada molt estable, i Felip II va decidir adoptar la lliura tornesa (livre tournois) com la moneda estàndard de les seves terres, que va anar substituint gradualment la lliura de París i totes les altres de territoris de parla francesa sota el seu control. Això va ser un procés lent que durà diverses dècades i que no es va acabar de completar en vida de Felip II.
El resultat va ser que, d'ençà de l'any 1200, just després que comencessin les campanyes del rei Felip II contra el rei Joan, la moneda usada en els territoris francoparlants va passar per un estat d'incertesa, mentre que la livre tournois s'anava introduint gradualment en altres territoris.
De fet, fins al segle xiii i en endavant, l'única moneda que s'encunyava eren els deniers. Ni les lliures ni els sous no existien com a monedes físiques, sinó que s'usaven només en comptabilitat.
En tornar de les croades a la dècada del 1250, Lluís IX va promoure el monopoli reial de l'encunyació de les monedes a França i va encunyar el primer écu (escut) d'or i el primer gros de plata, el pes dels quals –i per tant el seu valor monetari– eren aproximadament equivalents al de la lliura tornesa i el denier (diner), respectivament.
Entre 1360 i 1641, les monedes d'una lliura tornesa eren encunyades sota el nom de francs. A partir d'aleshores aquesta nomenclatura va persistir en el llenguatge habitual per referir-se a les lliures, però no s'usava ni en les monedes ni en els bitllets impresos.
L'ús oficial de la lliura tornesa com a unitat de comptabilitat en tots els contractes de França va ser legislada l'any 1549. Tanmateix, l'any 1577, la unitat de comptabilitat de la lliura tornesa va ser oficialment abolida i substituïda per l'escut, que era en aquell temps la moneda d'or francesa més gran en circulació. L'any 1602 es va produir el retorn de la lliura tornesa com a unitat de comptabilitat.

### Seglexvii
Lluís XIII va deixar d'encunyar el franc l'any 1641, substuït per monedes de plata (l'escut) i d'or (el lluís). L'escut i el lluís van tenir un valor fluctuant: en el cas de l'escut, va variar entre les tres i les sis lliures torneses fins al 1726, quan es va fixar en sis lliures. El lluís valia inicialment (1640) deu lliures, i també va anar variant de valor, fins que l'any esmentat de 1726 es va fixar en vint-i-quatre lliures.
El 1667, la lliura parisenca (livre parisis) va ser oficialment abolida. Les poques lliures que quedaven sovint van ser conegudes com a lliures torneses fins a la seva desaparició.

### Seglexviii

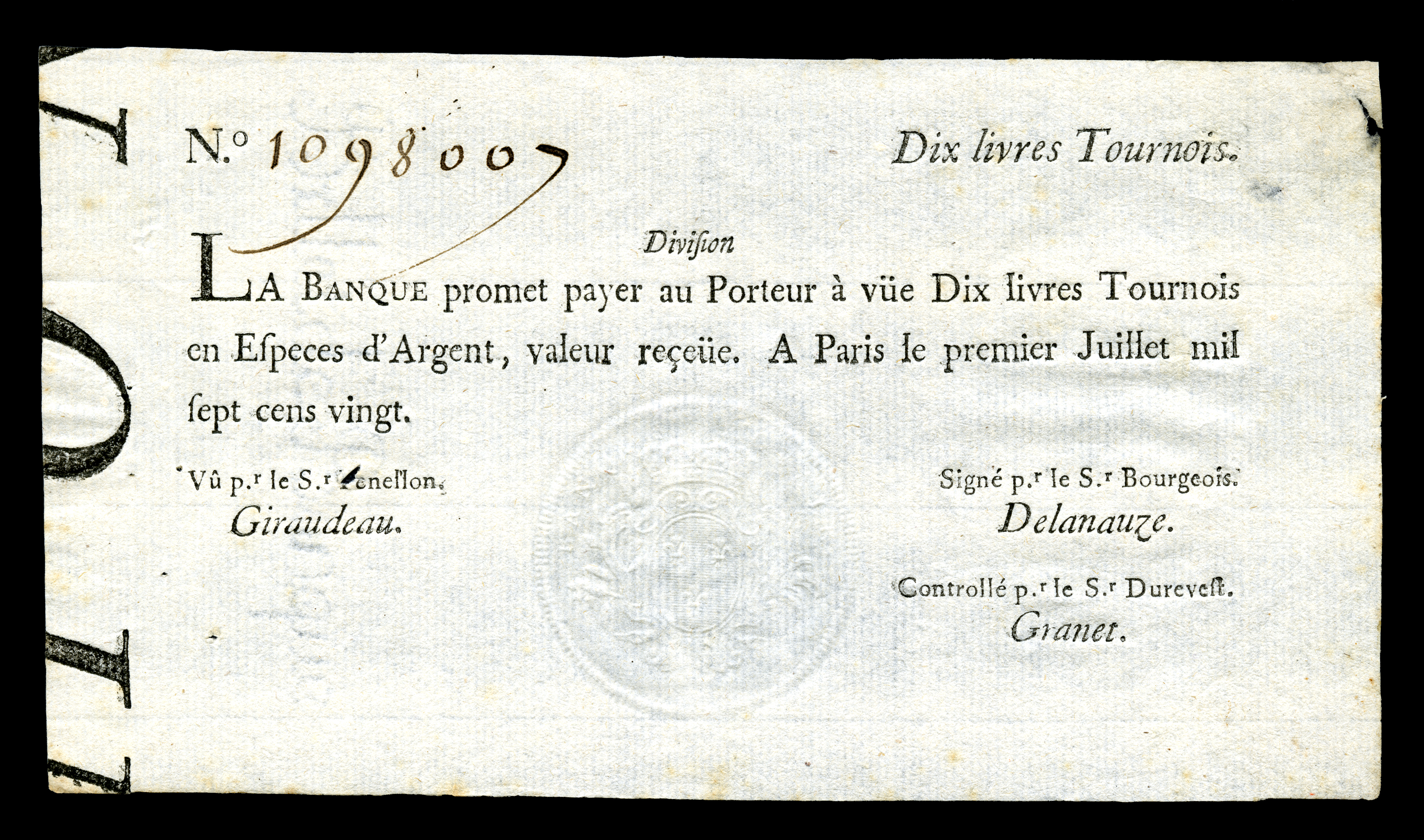
Bitllet de 10 lliures torneses emès per la Banque Royale (1720)

El primer paper moneda francès es va emetre l'any 1701 sota la denominació de lliures torneses. Tanmateix, els valors dels bitllets no van poder mantenir el seu valor corresponent en plata a causa de la sobreproducció massiva. La Banque Royale –el darrer banc que va emetre aquests primers bitllets– va fer fallida, per la qual cosa el paper moneda va acabar sense tenir cap mena de valor (per a més informació sobre aquest sistema, vegeu John Law).
L'any 1726, sota el mandat del cardenal Fleury, ministre de Lluís XV, es va instaurar un sistema monetari estable. Vuit unces d'or (un marc) equivalien a 740 lliures i 9 sous; vuit unces de plata, en canvi, eren l'equivalent de 51 lliures, 2 sous i 3 diners. Això va desembocar en unes taxes de conversió molt estrictes entre l'or i la plata (14,510 : 1) i va establir els valors de les monedes en circulació a França en les denominacions següents:
- El louis o lluís (moneda d'or) = 24 lliures, juntament amb la moneda de mig lluís (el demi-louis) i la moneda de 2 lluïsos (el double-louis), que equivalien a 12 i 48 lliures respectivament.
- L'écu o escut (moneda de plata) = 6 lliures = 120 sous, juntament amb les denominacions de 1/2 escut i d'1/4 i d'1/8 d'escut, és a dir 60, 30 i 15 sous respectivament.
- El sol o sou (moneda de coure) = 12 diners, juntament amb la moneda de 2 sous (equivalent a 24 diners).
- També s'usaven monedes de 6 i 3 deniers o diners (aquesta última era coneguda també amb el nom de liard).

De monedes d'una lliura no en va circular mai cap, excepte l'any 1720, en què es va encunyar una moneda d'aquest valor feta de plata pura i, per tant, sobrevalorada. A més, França va sobreimprimir els 20 sous de Navarra encunyats el 1719 i el 1720 i els va reconvertir en sisens d'escut entre els anys 1720 i 1723, amb la qual cosa es creaven monedes del valor d'una lliura. Aquestes monedes reencunyades, tanmateix, van acabar tenint un valor de 18 sous.

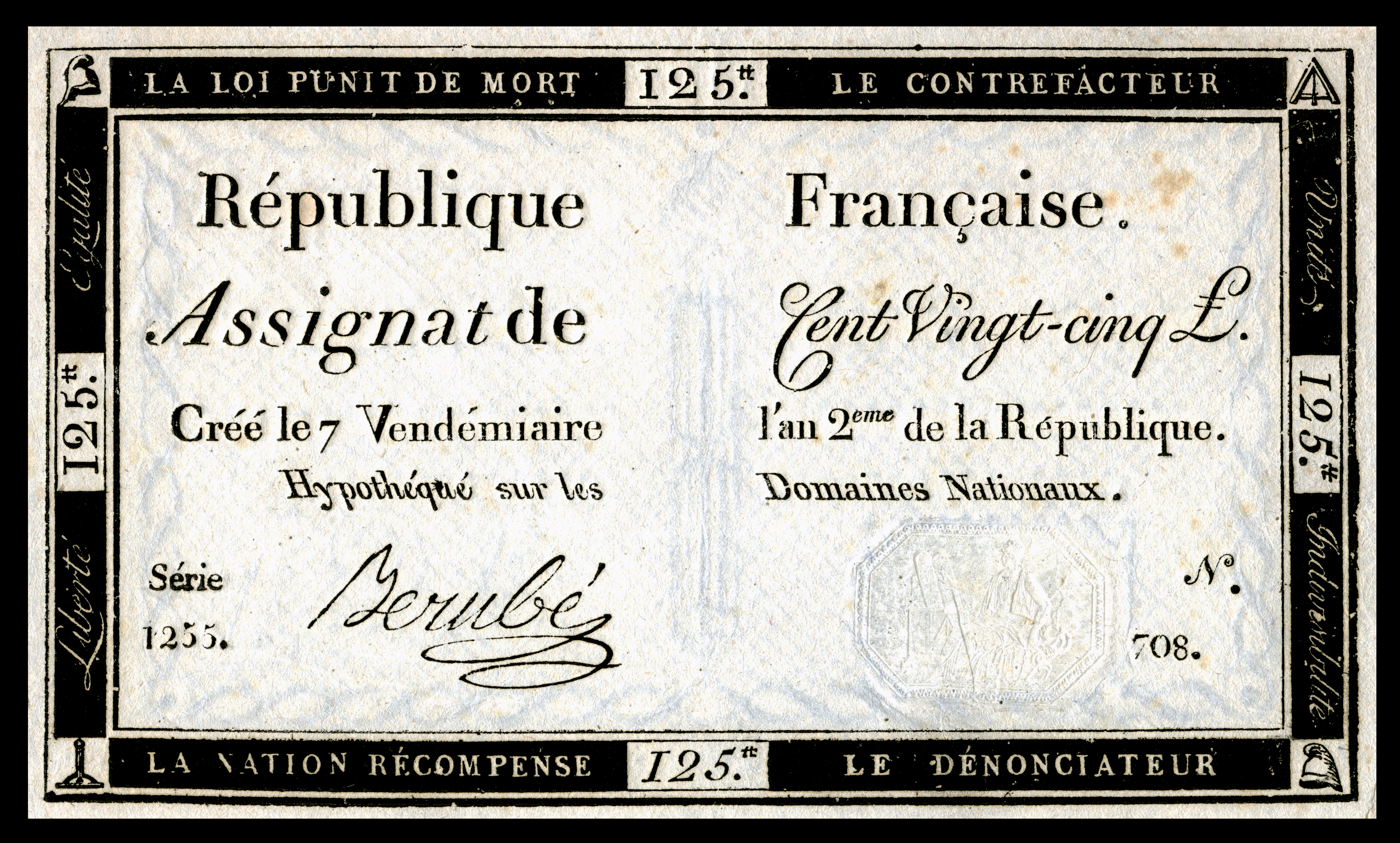
Assignat de 125 lliures del 1793

El 1776, la Caisse d'Escompte va imprimir un tipus de paper moneda en forma d'action au porteur denominat en lliures. Aquestes accions van ser emeses fins a l'any 1793, juntament amb els assignats, que s'emetien des del 1789. Els assignats, en teoria, tenien com a garantia les terres que eren propietat del govern. Com les emissions de la Banque Royale, el seu valor es va desplomar.
Les últimes monedes i bitllets del sistema monetari de les lliures van ser emesos a l'any II de la República (1794). L'any 1795 es va introduir el franc, valorat en 1 lliura i 3 diners (1 ¹⁄80 lliures), i la primera moneda d'un franc es va crear el 1803. La paraula lliura, amb tot, va sobreviure fins i tot després de la seva desaparició com a moneda; fins a mitjan segle xix s'utilitzava indiferentment juntament amb la paraula franc, especialment per expressar grans quantitats i transaccions relacionades amb la propietat (immobles, rendes de patrimoni, bestiar, etc.).

### Segles posteriors
La lliura també es va fer servir com a moneda legal a les illes Anglonormandes. La lliura (livre) es va mantenir en circulació a l'illa de Jersey fins a l'any 1834, quan la disminució en el subministrament de monedes encunyades va obligar a adoptar l'actual lliura de Jersey (pound) com a moneda de curs legal.
Actualment, França usa l'euro com a moneda.